# Woodlawn (Luisiana)

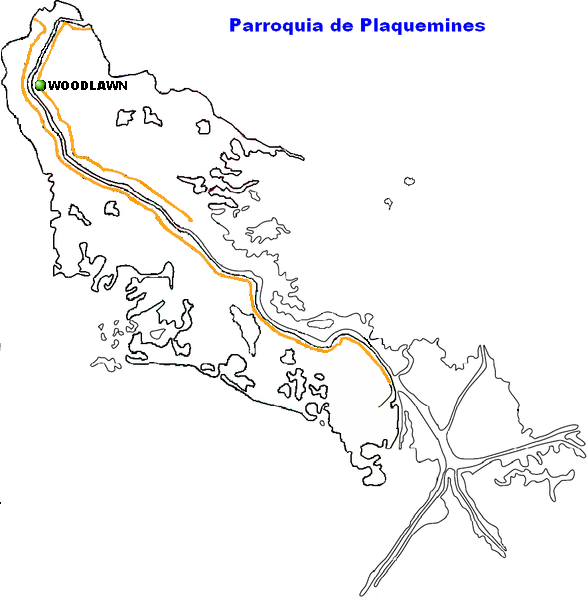
Localización de Woodlawn en el mapa de la Parroquia de Plaquemines.

Woodlawn es una pequeña localidad ubicada sobre el delta del Misisipi, dentro de la parroquia de Plaquemines, en el estado de Luisiana, Estados Unidos.

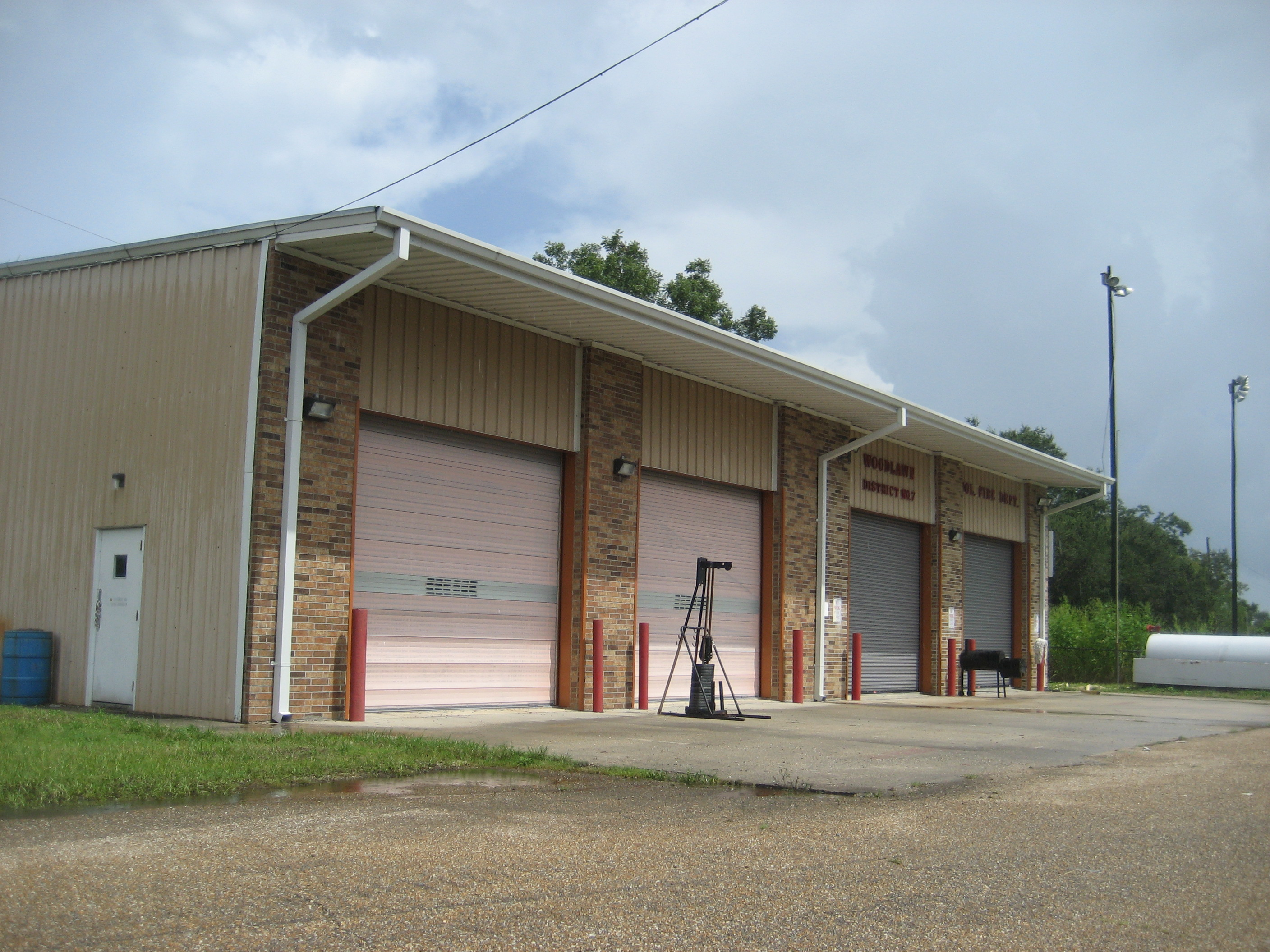
Estación de bomberos en Woodlawn.

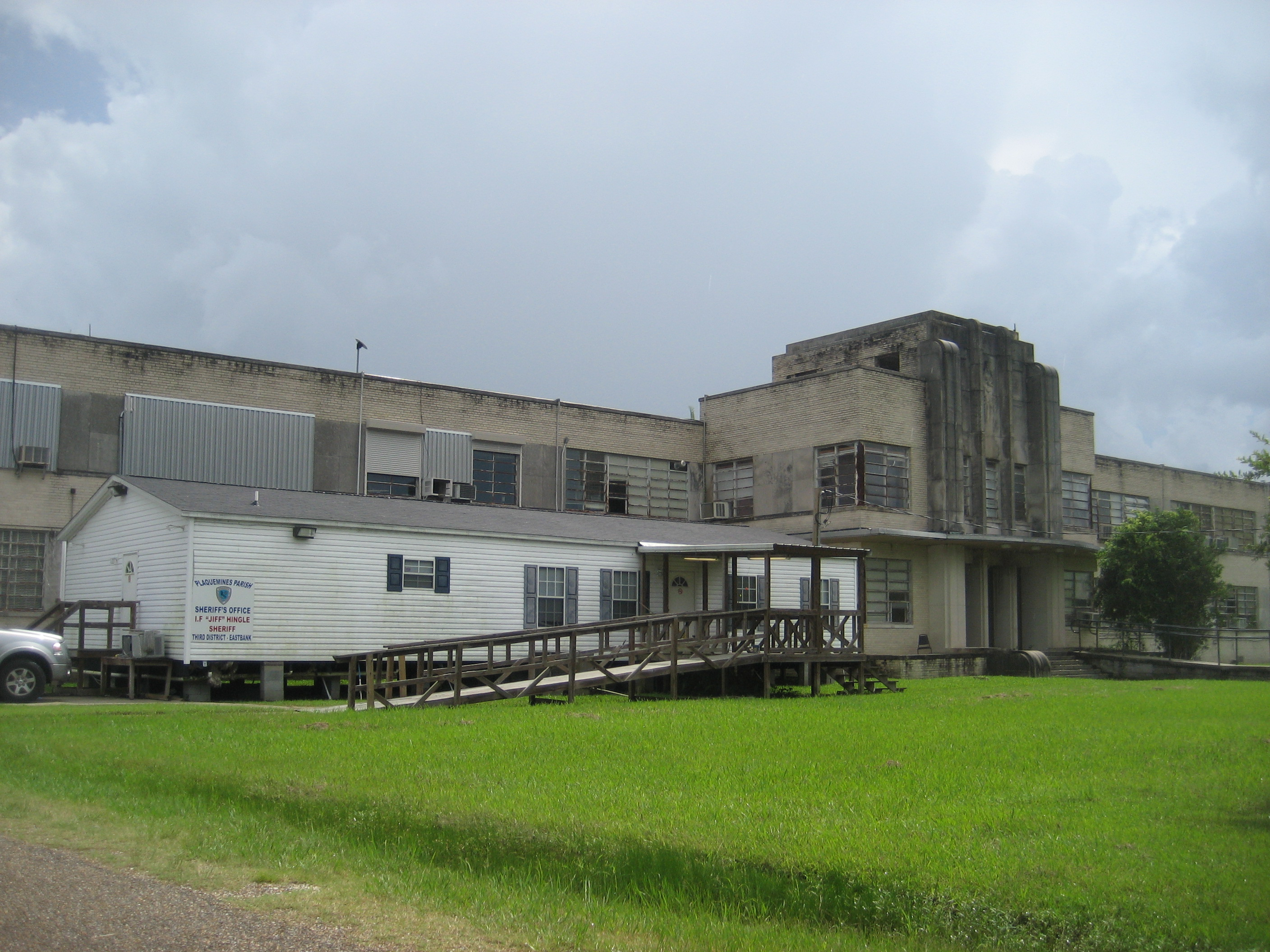
Estación de policía arrasada por el huracán Katrina junto al tráiler que actualmente es la sede del Sheriff.

## Geografía
El establecimiento de Woodlawn se localiza en las siguientes coordenadas a saber: 29°45′40″N 90°01′05″O / 29.76111, -90.01806. Esta comunidad posee solo un par de metros de elevación sobre el nivel del mar, convirtiéndola una zona proclive a las inundaciones. Su población se compone de menos de doscientos habitantes. Esta localidad se encuentra ubicada a unos veintitrés kilómetros de Nueva Orleans la principal ciudad de todo el estado, y a 514 kilómetros del aeropuerto internacional más cercano, el (IAH) Houston George Bush Intercontinental Airport.